# Агадір
Агади́р (араб. أكادير; бербер. ⴰⴳⴰⴷⵉⵔ) — місто на південному заході Марокко. Адміністративний центр області Сус — Масса та провінції Агадир в її складі
Населення міста у 2004 становило 680 600 (30 100 - в 1952, 110 500 - в 1982).
Порт на Атлантичному узбережжі, вантажообіг становить 940 000 тонн (1980). В місті діє аеропорт.
Рибопромисловий центр країни (заводи з переробки сардин). Цементний завод. Невеликі підприємства харчо-смакової, деревообробної, металообробної промисловості. Вивіз рибних консервів, цитрусових, ранніх овочів, руд кольорових металів (марганець, молібден, кобальт, цинк, свинець) та інше. Курорт.

## Клімат
Місто знаходиться у зоні, яка характеризується кліматом напівпустель. Найтепліший місяць — серпень із середньою температурою 22.8 °C (73 °F). Найхолодніший місяць — січень, із середньою температурою 14.4 °С (58 °F).
| Клімат Агадиру          | Клімат Агадиру | Клімат Агадиру | Клімат Агадиру | Клімат Агадиру | Клімат Агадиру | Клімат Агадиру | Клімат Агадиру | Клімат Агадиру | Клімат Агадиру | Клімат Агадиру | Клімат Агадиру | Клімат Агадиру | Клімат Агадиру |
| Показник                | Січ.           | Лют.           | Бер.           | Квіт.          | Трав.          | Черв.          | Лип.           | Серп.          | Вер.           | Жовт.          | Лист.          | Груд.          | Рік            |
| Абсолютний максимум, °C | 32             | 32             | 35             | 38             | 42             | 38             | 47             | 47             | 43             | 38             | 36             | 32             | 47             |
| Середній максимум, °C   | 20             | 20             | 22             | 21             | 22             | 23             | 25             | 26             | 26             | 24             | 23             | 20             | 23             |
| Середня температура, °C | 14             | 15             | 17             | 17             | 18             | 20             | 22             | 22             | 22             | 20             | 18             | 15             | 18             |
| Середній мінімум, °C    | 8              | 10             | 11             | 12             | 15             | 16             | 18             | 18             | 18             | 15             | 12             | 9              | 13             |
| Абсолютний мінімум, °C  | 1              | 2              | 1              | 3              | 8              | 11             | 12             | 8              | 10             | 6              | 1              | 1              | 1              |
| Норма опадів, мм        | 41             | 26             | 16             | 26             | 5              | 2              | 0              | 0              | 22             | 21             | 48             | 15             | 222            |
| Днів з опадами          | 5              | 5              | 5              | 4              | 2              | 1              | 1              | 1              | 2              | 4              | 4              | 5              | 39             |
| Днів з дощем            | 5              | 5              | 5              | 4              | 2              | 1              | 1              | 1              | 2              | 4              | 4              | 5              | 39             |
| ----------------------- | -------------- | -------------- | -------------- | -------------- | -------------- | -------------- | -------------- | -------------- | -------------- | -------------- | -------------- | -------------- | -------------- |
| Джерело: Weatherbase    |                |                |                |                |                |                |                |                |                |                |                |                |                |

## Історія
Місто засноване на початку XVI століття як рибацьке поселення. Було опірним пунктом португальців на південному заході Марокко (португальська назва Санта-Крус-ду-Кап-де-Агер). 
12 березня 1541 року Агадир захопили війська марокканського шейха Мухаммада. Він здобув місцеву фортецю Святого Хреста й полонив 600 португальців. До полону потрапили капітан-губернатор Гутерре де Монрой та його донька Месія, чоловік якої загинув у бою. Шейх Мухаммад взяв цю полонянку собі за дружину, однак вона померла 1544 року під час пологів. 
В XVII—XVIII століттях — великий центр зовнішньої торгівлі. З 1773 року європейська торгівля в місті була заборонена, в 1882—1912 роках в межах прибережної частини дозволявся продаж європейцям зерна. 29 лютого 1960 року місто сильно постраждало від землетрусу.